# Nicoletta Orsomando
Nicoletta Orsomando   (Casapulla, 11 de gener de 1929 - Roma, 21 d'agost de 2021) va ser una locutora i actriu italiana. Va presentar la primera emissió de la televisió italiana, el 1953, i és considerada com la degana de les locutores italianes.

## Filmografia
- Piccola posta, dir. Steno (1955), ella mateixa
- Parenti serpenti, dir. Mario Monicelli (1992), ella mateixa

## Televisió (selecció)
- Locutora en Rai 1 entre 1953 i 1993
- L'amico degli animali, 1956
- Un disco per l'estate 1966, 1966
- Premio Ischia internazionale di giornalismo, 1981-1982
- Omaggio a Venezia, 1984

## Premis
- Oscar Capitolino (1977)
- Orde al Mèrit de 3a Classe - Comendador: — Roma, 1994[2]